# 米耶德斯德亚拉贡
米耶德斯德亚拉贡，是西班牙阿拉贡自治区萨拉戈萨省的一个市镇。 总面积55平方公里，总人口513人（2001年），人口密度9人/平方公里。